# Noe Adamia
Noe Adamia (gruz. ნოე ადამია, ros. Ной Петро́вич Ада́мия, ur. 8 grudnia?/21 grudnia 1917 we wsi Matchondżi w Gruzji, zm. 21 czerwca 1942 w Sewastopolu) – radziecki snajper, uczestnik wojny niemiecko-radzieckiej, Bohater Związku Radzieckiego (1942).

## Życiorys
Urodził się w gruzińskiej rodzinie chłopskiej. Uczył się w szkole średniej w Tyflisie, a od 1938 służył w radzieckiej Marynarce Wojennej. W 1940 ukończył szkołę wojskowo-morską w Odessie, w 1941 został wysłany na front podczas wojny z Niemcami. Był kandydatem do WKP(b), miał stopień starszyny Armii Czerwonej. Jako instruktor działka snajperskiego 7 Brygady Piechoty Morskiej Armii Nadmorskiej Froncie Północno-Kaukaskim brał udział w obronie Sewastopola. Był jednym z inicjatorów szkoleń snajperskich - m.in. wyszkolił na snajperów 80 żołnierzy. Ponadto osobiście zabił ok. 200 Niemców. 21 czerwca 1942 wraz z 11 innymi snajperami znalazł się w okrążeniu; pod jego dowództwem grupa ta przez cały dzień prowadziła zaciętą walkę z Niemcami, zabijając ponad stu Niemców, przerywając pierścień wroga i wychodząc z okrążenia, torując sobie drogę ogniem, jednak Adamia wówczas zginął. Jego imieniem nazwano ulicę w Suchumi.

## Odznaczenia
- Złota Gwiazda Bohatera Związku Radzieckiego (pośmiertnie, 24 lipca 1942)[1]
- Order Lenina (pośmiertnie, 24 lipca 1942)
- Medal „Za Odwagę” (7 lutego 1942)